# MTV Movie & TV Awards
Gli MTV Movie & TV Awards, in precedenza chiamato MTV Movie Awards, sono uno spettacolo di premiazione cinematografica presentato annualmente su MTV e che contiene anche "parodie di alto livello", cui collaborano diverse celebrità. Le nomination sono designate da uno speciale pannello presso la Tenth Planet Productions, la casa produttrice di Joel Gallen, ideatore degli MTV Movie Awards. Il vincitore viene incoronato da una votazione pubblica, attualmente condotta attraverso un'apposita sezione del sito ufficiale di MTV.

## Registrazione e diffusione
Diversamente dagli MTV Video Music Awards, trasmessi dal vivo, gli MTV Movie & TV Awards (fino al 2006) venivano prima registrati e poi trasmessi alcuni giorni più tardi. L'intero spettacolo veniva registrato in un ordine del tutto diverso da quello poi trasmesso su MTV; ad esempio, gli ospiti registrano tutti i loro monologhi in una volta e ogni spettacolo musicale viene registrato consecutivamente. La trasmissione in differita permetteva anche alle celebrità presenti di presenziare solo all'annuncio delle categorie per cui sono nominati, mentre i loro posti erano occupati dal resto del pubblico durante la restante parte delle riprese. Il lavoro di montaggio successivo alla registrazione permette di trasmettere allo spettatore uno show in tutto e per tutto simile ad uno spettacolo dal vivo.
Dal 2007, gli MTV Movie Awards vanno in onda interamente dal vivo, così da permettere talvolta di continuare la votazione per il Miglior film durante tutta la serata.
Dall'edizione 2017, il premio cambia nome in MTV Movie & TV Awards, in modo da includere anche le serie televisive tra i prodotti candidati.

## I premi

### Premi attuali
- Miglior film (Best Movie o Movie of the Year) (1992 - attuale)
- Serie dell'anno (Show of the Year) (2017 - attuale)
- Migliore performance in un film (Best Performance in a Movie) (2006-2007, 2017 - attuale)
- Migliore performance in una serie (Best Performance in a Show) (2017 - attuale)
- Migliore performance rivelazione (Breakthrough Performance o Best Breakout Star o Next Generation) (1992-1998, 2006-2008, 2010-2017, 2019 - attuale)
- Migliore performance comica (Best Comedic Performance) (1992 - attuale)
- Miglior eroe (Best Hero o Biggest Badass Star) (2006, 2010 - attuale)
- Miglior cattivo (Best Villain o Best On-Screen Dirtbag) (1992 - attuale)
- Miglior bacio (Best Kiss) (1992 - attuale)
- Miglior reality (Best Reality Competition) (2017 - attuale)
- Miglior conduttore (Best Host) (2017 - attuale)
- Migliore coppia (Best Dyo o Best On-Screen Duo) (1992-2000, 2001-2006, 2013-2015, 2017, 2021, 2023)
- Miglior combattimento (Best Fight) (1997 - attuale)
- Performance più terrorizzante (Best Frightened Performance o Best Scared-As-S**t Performance) (2005-2006, 2010-2011, 2013-2015, 2018 - attuale)

### Premi non più assegnati
- Attore più attraente (Most Desirable Male) (1992-1996)
- Attrice più attraente (Most Desirable Female) (1992-1996)
- Migliore canzone (Best Song From a Movie) (1992-1999, 2009, 2023)
- Miglior nuovo film-maker (Best New Filmmaker) (1992-2002)
- Migliore sequenza d'azione (Best Action Sequence) (1992-2005)
- Miglior momento musicale (Best Musical Moment) (1992–2002, 2005, 2009, 2012, 2014, 2015, 2017)
- Migliore sequenza di ballo (Best Dance Sequence) (1995, 1998, 2001, 2004)
- Miglior sandwich (Best Sandwich in a Movie) (1996)
- Best Prosthetic Head on a Stick (1998)
- Migliore performance musicale (Best Musical Performance) (1998)
- Migliore performance rivelazione maschile (Breakthrough Male Performance) (1999-2005, 2009)
- Migliore performance rivelazione femminile (Breakthrough Female Performance) (1999-2005, 2009)
- Migliore sequenza musical (Best Musical Sequence) (2000-2002, 2005)
- Meglio vestito (Best Dressed) (2001-2002)
- Miglior cameo (Best Cameo) (2001-2002, 2004, 2014)
- Migliore battuta (Best Line) (2001-2002, 2011)
- Migliore performance di gruppo (Best On-Screen Team) (2001-2006, 2018)
- Migliore performance virtuale (Best Virtual Performance) (2003)
- Migliore performance rivelazione transatlantica (Best Trans-Atlantic Breakthrough Performance) (2003)
- Miglior videogame tratto da un film (Best Video Game Based on a Movie) (2005)
- Performance più sexy (Sexiest Performance) (2006)
- Migliore performance maschile (Best Male Performance) (1992-2005, 2008-2016)
- Migliore performance femminile (Best Female Performance) (1992-2005, 2008-2016)
- Silver Bucket of Excellence (2005-2006)
- Miglior film-maker universitario (mtvU Student Filmmaker Award o Fair One Best Filmmaker on Campus) (2006-2007)
- Migliore parodia  (MTV Movie Spoof Award) (2007)
- Orbit Dirtiest Mouth Moment (2007)
- Miglior blockbuster estivo non ancora uscito (Best Summer Movie You Haven't Seen Yet o Best Summer Movie So Far) (2007-2008)
- Miglior momento "Ma che ca...!" (Best WTF Moment o Best Jaw Dropping Moment o Best Gut-Wrenching Performance) (2009-2016)
- Superstar mondiale (Global Superstar) (2010)
- Miglior attore latino (Best Latino Actor) (2011-2013)
- Migliore musica (Best Music) (2012)
- Miglior cast (Best Cast) (2012; 2016)
- Comedic Genius Award (2013, 2015, 2021)
- MTV Trailblazer Award (2012-2016)
- Migliore performance senza maglietta (Best Shirtless Performance) (2013-2016)
- Migliore trasformazione su schermo (Best On-Screen Transformation) (2014-2016)
- Miglior documentario (Best Documentary) (2016-2017)
- Personaggio Preferito (Favorite Character) (2014)
- Miglior film basato su una storia vera (Best True Story) (2016)
- Miglior esordio (2016)
- Migliore storia americana (Best American Story) (2017)
- Trending (2017)
- Migliore scena strappalacrime (Tearjerker) (2017)
- Miglior documentario musicale (2018, 2021)

### Premio alla carriera
Dal 1992 al 1998, è stato assegnato un Premio alla carriera di natura essenzialmente goliardica, nello spirito dello spettacolo, che da un lato ha premiato personaggi di fantasia (Jason Voorhees nel 1992, Godzilla nel 1996, Chewbecca nel 1997), dall'altro ha voluto celebrare personalità cinematografiche sottostimate (i Three Stoges nel 1993, Richard Roundtree nel 1994, Jackie Chan nel 1995). L'ultima premiazione, nel 1998, ha avuto un carattere semi-serio: è stata celebrata la carriera del misconosciuto Clint Howard, caratterista dal volto ben riconoscibile, che è apparso in buona parte dei film diretti dal fratello maggiore Ron Howard. 
Dal 2005, viene invece assegnato il più convenzionale MTV Generation Award che, dopo Tom Cruise, è andato agli attori più premiati (e in più categorie: performance maschile, performance comica, miglior cattivo, ecc.) negli anni precedenti, Jim Carrey, Mike Myers, Adam Sandler, Ben Stiller, Sandra Bullock, Reese Witherspoon e Johnny Depp.

## Parodie
Ogni anno, nel corso dello spettacolo degli MTV Movie Awards, vengono parodiati alcuni dei film più popolari dell'anno, facendone reinterpretare ai presentatori della serata o ad altre celebrità le sequenze più riconoscibili. L'umorismo sempre bonario, mai sarcastico o critico nei confronti di quelli che sono comunque fra i film preferiti dal pubblico, e il risultato spesso di notevole qualità, hanno portato ad inserire alcune di queste parodie nei DVD delle pellicole originarie.
I film parodiati:
- 1993: Basic Instinct, Codice d'onore, Guardia del corpo
- 1994: Il fuggitivo, Jurassic Park, Lezioni di piano
- 1995: Speed, Pulp Fiction, Scemo & più scemo, Intervista col vampiro
- 1996: Twister, Braveheart, Ragazze a Beverly Hills, Seven
- 1997: Il mondo perduto - Jurassic Park, Romeo + Giulietta, Scream
- 1998: Godzilla, Dawson's Creek, Titanic
- 1999: Austin Powers - La spia che ci provava, Star Wars: Episodio I - La minaccia fantasma, Armageddon - Giudizio finale
- 2000: Sex and the City, Matrix, Mission: Impossible 2
- 2001: Cast Away, La mummia - Il ritorno
- 2002: Il Signore degli Anelli - La Compagnia dell'Anello, Spider-Man, Panic Room
- 2003: Matrix Reloaded, Charlie's Angels
- 2004: Mean Girls, Kill Bill, La passione di Cristo
- 2005: Star Wars: Episodio III - La vendetta dei Sith, Batman Begins
- 2006: Mission: Impossible III, King Kong, Il codice da Vinci
- 2007: Transformers, Il diavolo veste Prada, Dreamgirls, Babel, La ricerca della felicità, The Departed - Il bene e il male, 300
- 2008: Non è un paese per vecchi, La leggenda di Beowulf, Kung Fu Panda, Iron Man, Tropic Thunder
- 2009: Twilight, Star Trek, The Millionaire, The Reader - A voce alta
- 2010: Precious, The Blind Side
- 2011: Una notte da leoni 2, Il cigno nero, 127 ore, The Social Network, The Twilight Saga: Eclipse
- 2013: Les Misérables, Vita di Pi, Magic Mike

## Altre nazioni
- MTV Movie Awards México